# Zosterops stresemanni
El anteojitos de la Malaita (Zosterops stresemanni) es una especie de ave paseriforme de la familia Zosteropidae endémica de las islas Salomón.

## Distribución geográfica y hábitat
Se encuentra solo en las islas Malaita, en el oeste de islas Salomón.
Sus hábitats naturales son los bosques tropicales o subtropicales húmedos.